# Coppa delle Coppe dell'AFC 1996-1997
La Coppa delle Coppe dell'AFC 1996-1997 è stata la 7ª edizione della torneo riservato alle squadre vincitrici delle coppe nazionali asiatiche.

## Primo round

### Ovest
| Squadra 1                  | Totale          | Squadra 2          | Andata | Ritorno |
| -------------------------- | --------------- | ------------------ | ------ | ------- |
| Navbahor Namangan          | 6 - 6 (gfc)     | Jawiya             | 4 - 1  | 2 - 5   |
| Pakhtakor Dzhabarrasulovsk | 1 - 5           | Semetei Kyzyl-Kiya | 0 - 2  | 1 - 3   |
| Turan Daşoguz              | 1 - 5           | SKİF-Ordabasy      | 0 - 0  | 1 - 5   |
| Al Hilal                   | 3 - 0 (tav.)    | Al Qadisiyah       |        |         |
| Al Arabi                   | 1 - 1 (3-0 dtr) | Al Ansar           | 0-1    | 1-0     |
| Bani Yas                   | 3 - 4           | Al Ittihad         | 3 - 3  | 0 - 1   |

### Est
| Squadra 1  | Totale       | Squadra 2             | Andata | Ritorno      |
| ---------- | ------------ | --------------------- | ------ | ------------ |
| Valencia   | 3 - 0 (tav.) | Old Benedictines      | 1 - 0  | 3 - 0 (tav.) |
| Mohammedan | 12 - 1       | Electricity of Lao    | 8 - 0  | 4 - 1        |
| Pahang     | 1 - 5        | Mastrans Bandung Raya | 0 - 1  | 1 - 4        |
| Hai Phong  | 3 - 0 (tav.) | Lam Pak               |        |              |

## Secondo round

### West Asia
| Squadra 1          | Totale      | Squadra 2         | Andata | Ritorno |
| ------------------ | ----------- | ----------------- | ------ | ------- |
| Esteghlal          | 4 - 4 (gfc) | Navbahor Namangan | 3 - 0  | 1 - 4   |
| Semetei Kyzyl-Kiya | 3 - 7       | SKİF-Ordabasy     | 1 - 0  | 2 - 7   |
| Al Hilal           | 7 - 0       | Al Arabi          | 6 - 0  | 1 - 0   |
| Al Ittihad         | 4 - 4 (gfc) | Al-Nasr           | 3 - 2  | 1 - 2   |

### East Asia
| Squadra 1              | Totale       | Squadra 2            | Andata | Ritorno      |
| ---------------------- | ------------ | -------------------- | ------ | ------------ |
| Bellmare Hiratsuka     | 3 - 0 (tav.) | Valencia             | 7-0    | 3 - 0 (tav.) |
| Ulsan Hyundai Horang-i | 8 - 1        | Mohammedan           | 5 - 0  | 3 - 1        |
| Mastrans Bandung Raya  | 1 - 5        | South China          | 1 - 1  | 0 - 4        |
| Hai Phong              | 1 - 4        | Nagoya Grampus Eight | 1 - 1  | 0 - 3        |

## Quarti di finale

### West Asia
| Squadra 1 | Totale | Squadra 2     | Andata | Ritorno |
| --------- | ------ | ------------- | ------ | ------- |
| Esteghlal | 1-0    | SKİF-Ordabasy | 0-0    | 1-0     |
| Al-Nasr   | (w/o)1 | Al Hilal      | 0-5    | n.d.    |

1 Al Nasr ritirato dopo l'andata

### East Asia
| Squadra 1            | Totale | Squadra 2              | Andata | Ritorno |
| -------------------- | ------ | ---------------------- | ------ | ------- |
| Bellmare Hiratsuka   | 1-2    | Ulsan Hyundai Horang-i | 1-0    | 0-2     |
| Nagoya Grampus Eight | 4-2    | South China            | 2-0    | 2-2     |

## Semi-Finali
| Riad 24 novembre 1997                        | Al Hilal             | 0 – 0 (d.t.s.) | Esteghlal |  |
| \| \| \| \| \| \| Tiri di rigore 5 – 4 \| \| |                      |                |           |  |
|                                              |                      |                |           |  |
|                                              | Tiri di rigore 5 – 4 |                |           |  |

| Riad 24 novembre 1997                                                                          | Ulsan Hyundai Horang-i | 0 – 5                                                        | Nagoya Grampus Eight |  |
| \| \| \| \| \| \| Marcatori \| 11’ Sié 36’ Nakanishi 58’ Stojković 71’ Mochizuki 89’ Fukuda \| |                        |                                                              |                      |  |
|                                                                                                |                        |                                                              |                      |  |
|                                                                                                | Marcatori              | 11’ Sié 36’ Nakanishi 58’ Stojković 71’ Mochizuki 89’ Fukuda |                      |  |

## Finale terzo posto
| 26 novembre 1997                         | Ulsan Hyundai Horang-i | 1 – 0 | Esteghlal | Riad |
| \| \| \| \| \| Kim 7’ \| Marcatori \| \| |                        |       |           |      |
|                                          |                        |       |           |      |
| Kim 7’                                   | Marcatori              |       |           |      |

## Finale
| Riad 26 novembre 1997                                                                   | Al Hilal  | 3 – 1         | Nagoya Grampus Eight | Stadio Internazionale Re Fahd |
| \| \| \| \| \| Al Jaber 16’ Al Thunayan 75’ Bassir 82’ \| Marcatori \| 27’ Nakanishi \| |           |               |                      |                               |
|                                                                                         |           |               |                      |                               |
| Al Jaber 16’ Al Thunayan 75’ Bassir 82’                                                 | Marcatori | 27’ Nakanishi |                      |                               |